# Абрахам фон Фрайзинг
Абрахам фон Фрайзинг (на немски: Abraham von Freising; * пр. 950; † 7 юни 993 или 994, Фрайзинг) е от 957 до 993/994 г. епископ на Фрайзинг.

## Биография
Той е от фамилията на графовете на Гориция.
Управлява Бавария при Ото I като съветник на вдовицата херцогиня Юдит и нейния син Хайнрих II. Абрахам участва през 974 г. в заговор против Ото II и известно време след това е затворен през 974 г. в манастир Корвей при Хьокстер.
Той действа също в Славянската мисия в Каринтия и печели за епископството Фрайзинг територии в Крайна и Горна Италия. Абрахам построява северната кула на катедралата на Фрайзинг.
Следващият епископ на Фрайзинг от 994 г. е Готшалк фон Хагенау.